# Cornelis Hofstede de Groot
Cornelis Hofstede de Groot (ur. 9 listopada 1863 w Dwingeloo, zm. 14 kwietnia 1930 w Hadze) – holenderski historyk sztuki, kurator muzealny i kolekcjoner.
Swoją kolekcję sztuki pozostawił licznym muzeom, jego spuścizna naukowa stała się podstawą do założenia Niderlandzkiego Instytutu Historii Sztuki (RKD), istniejącego od 1 lutego 1932.